# Córdoba (španjolska pokrajina)
 Ovo je glavno značenje pojma Córdoba (španjolska pokrajina). Za druga značenja pogledajte Córdoba.
Córdoba je španjolska provincija smještena na jugu 
Španjolske, u autonomnoj zajednici Andaluziji. Prostire se na 13.550 km². Pokrajina ima 799.402 stanovnika (1. siječnja 2014.)., od kojih više od 40% stanuju u glavnom gradu pokrajine Córdoba. Službeni jezik je španjolski. 

## Vanjske poveznice
- Službene stranice